# フォークジャンボリー in いわみざわ
フォークジャンボリーinいわみざわは、北海道岩見沢市で開催されたフォークソングのコンサート。正式名称は開催年が入り「フォークジャンボリー20XX in いわみざわ」（英：Folk Jamboree 20XX in IWAMIZAWA）となる。本記事では、前身の「フォークジャンボリー2002 in さっぽろ」についても記述する。
 

## 概要
2002年に北海道文化放送（UHB）の開局30周年記念イベントの一環として「フォークジャンボリー2002 in さっぽろ」を札幌芸術の森野外ステージで開催。「フォークソングブームと同じ時代に生まれた放送局としてフォークソングのようにいつまでも愛されたい」といった思いの元、1970年代を中心に若者を熱狂させたフォークソングの魅力を伝える音楽フェスティバルを展開。
同イベントで予想を上回る5千人以上のチケット販売を記録し手狭となったことから、2003年にはいわみざわ公園野外音楽堂キタオンへ移転、「フォークジャンボリー in いわみざわ」に改題。コンサートの模様はUHBで特別番組として放送された。南こうせつが全ての回に参加し総合プロデュースを担当、司会として解説も交えながら進行した。
オープニングでは「あの素晴しい愛をもう一度」を来場者全員で歌うのが恒例とされ、2010年の来場者アンケートでは40-60代の中年層の来場が多く開催初期のアンケートと比較し来場者が年代を重ねて「オトナが楽しめるフォークの集い」の場として機能していると分析された。
来場者の裾野を広げるべくANRIやTHE BOOM、BEGINなどフォークシンガー以外のキャスティングも行い、2010年には開場時間を2時間半繰り上げて午前からの入場開始や隣接する北海道グリーンランドの入園料割引、空知管内の名店をグルメゾーンに出店するといった滞在型のイベントを意識した企画も打ち出されており、2010年までに延べ35,810枚のチケットが販売された。
その後プロデュースにも携わった南から「一区切りとしたい」との意向があり、2011年の第10回「フォークジャンボリー2011 in いわみざわファイナル」をもって終了。4月から一般発売された最終開催の前売券7千枚は松山千春の出演が予定された事もあり5月上旬に完売した。
 

## 開催履歴
| 回数 | 開催日         | 出演者 | 来場者    | テレビ放映             |
| ---- | -------------- | --- | --------- | ---------------------- |
| 1    | 2002年 8月11日 | 南こうせつ、伊勢正三、加川良 with TWINS（すぎの暢）、杉田二郎、イルカ、ばんばひろふみ、山本潤子、高田渡                               | 約5,000人 | 8月18日 12:00 - 13:25  |
| 2    | 2003年 7月27日 | 南こうせつ、五十嵐浩晃、イルカ、座・ジローズ、高田渡、BEGIN、まるで六文銭のように                                                     | 約6,000人 | 8月9日 13:30 - 14:55   |
| 3    | 2004年 8月1日  | 遠藤賢司、五つの赤い風船、なぎら健壱、南こうせつ、伊勢正三、尾崎亜美、沢田聖子、シャイポール久保田（オープニングアクト）              | 約5,000人 | 8月14日 14:00 - 15:25  |
| 4    | 2005年 7月30日 | 南こうせつ、中村あゆみ、ムッシュかまやつ、猫、杉田二郎、伊勢正三、カルメン・マキ、松本大地、ZAQ、笹木勇一郎、松山千春（飛び入り出演） | 約3,000人 | 8月6日 13:00 - 14:25   |
| 5    | 2006年 7月31日 | 南こうせつ、夏川りみ、イルカ、海援隊、ブレッド&バター                                                                                 | 約4,000人 | 8月12日 16:00 - 17:30  |
| 6    | 2007年 8月5日  | 南こうせつ、ANRI、斉藤哲夫、細坪くんと三浦くん、川嶋あい                                                                              | 約2,500人 | 8月18日 16:00 - 17:30  |
| 7    | 2008年 7月28日 | 南こうせつ、イルカ、杉田二郎、因幡晃、山本コウタロー&ほぼウィークエンド                                                               | 約3,700人 | 9月6日 16:00 - 17:30   |
| 8    | 2009年 7月27日 | 南こうせつ、加藤和彦、太田裕美、夏川りみ、なごみーず、松山千春（飛び入り参加）、村澤敏子（イワウメ オープニングアクト）               | 約3,500人 | 8月22日 16:00 - 17:25  |
| 9    | 2010年 7月25日 | 南こうせつ、泉谷しげる、海援隊、石川ひとみ、THE BOOM、ひいらぎ                                                                        | 約4,600人 | 8月29日 16:00 - 17：25 |
| 10   | 2011年 8月1日  | 南こうせつ、伊勢正三、山本潤子、松山千春                                                                                              | 約7,000人 | 8月27日 16:00 - 17：25 |

## DVD
- Folk Jamboree in SAPPORO・IWAMIZAWA 2002～2006（ハピネット HMBH-2002）[13]

2006年12月22日発売。2002年から2006年までの公演内容を収めた5枚組のDVD-BOX。